# غوردون إل. إس. هارت
غوردون إل. إس. هارت هو قاضي كندي، ولد في 23 ديسمبر 1924 في هاليفاكس في كندا، وتوفي في 28 سبتمبر 2010 في دارتموث في كندا.